# Christkönig (München)

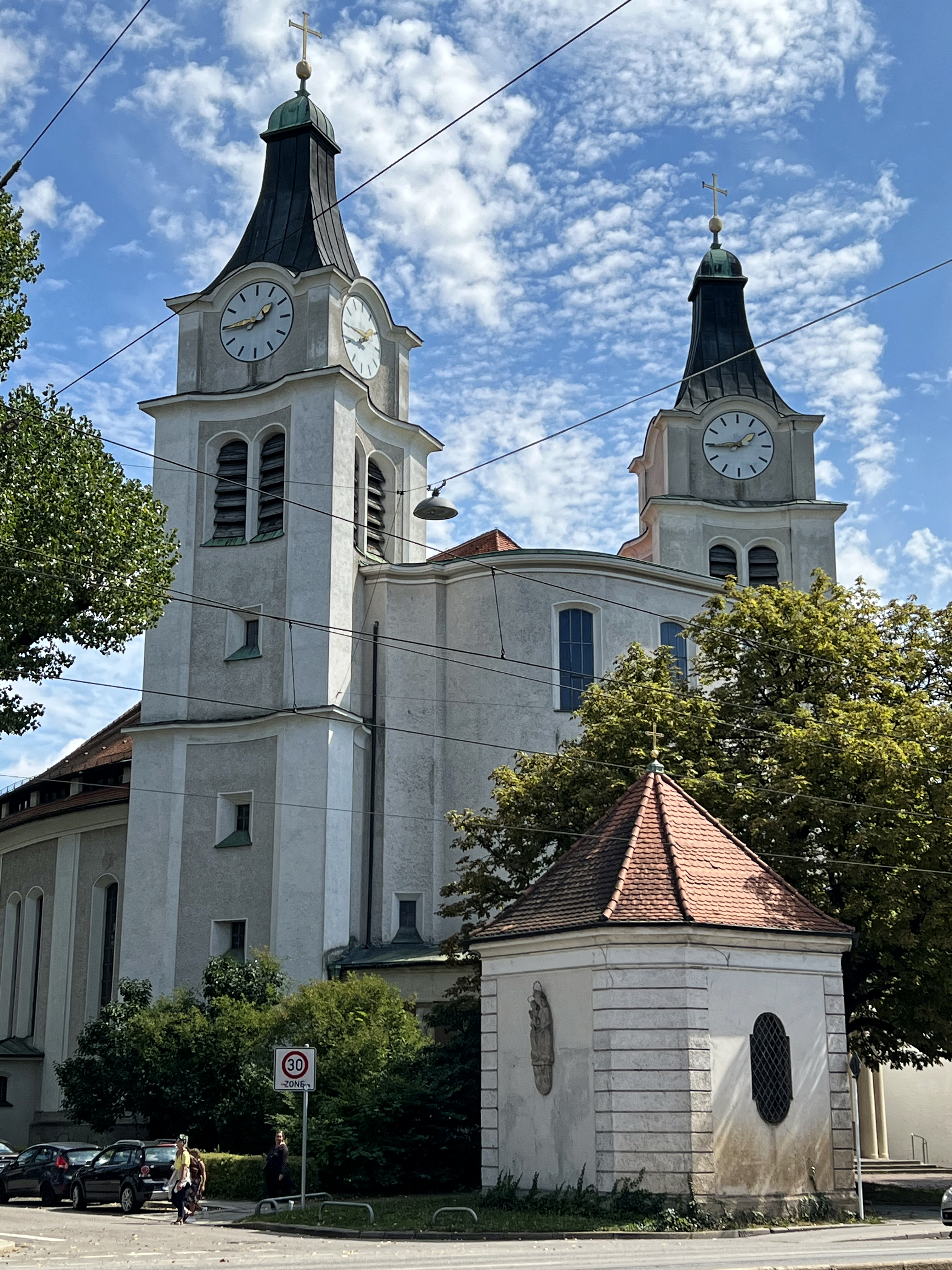
Christkönigskirche

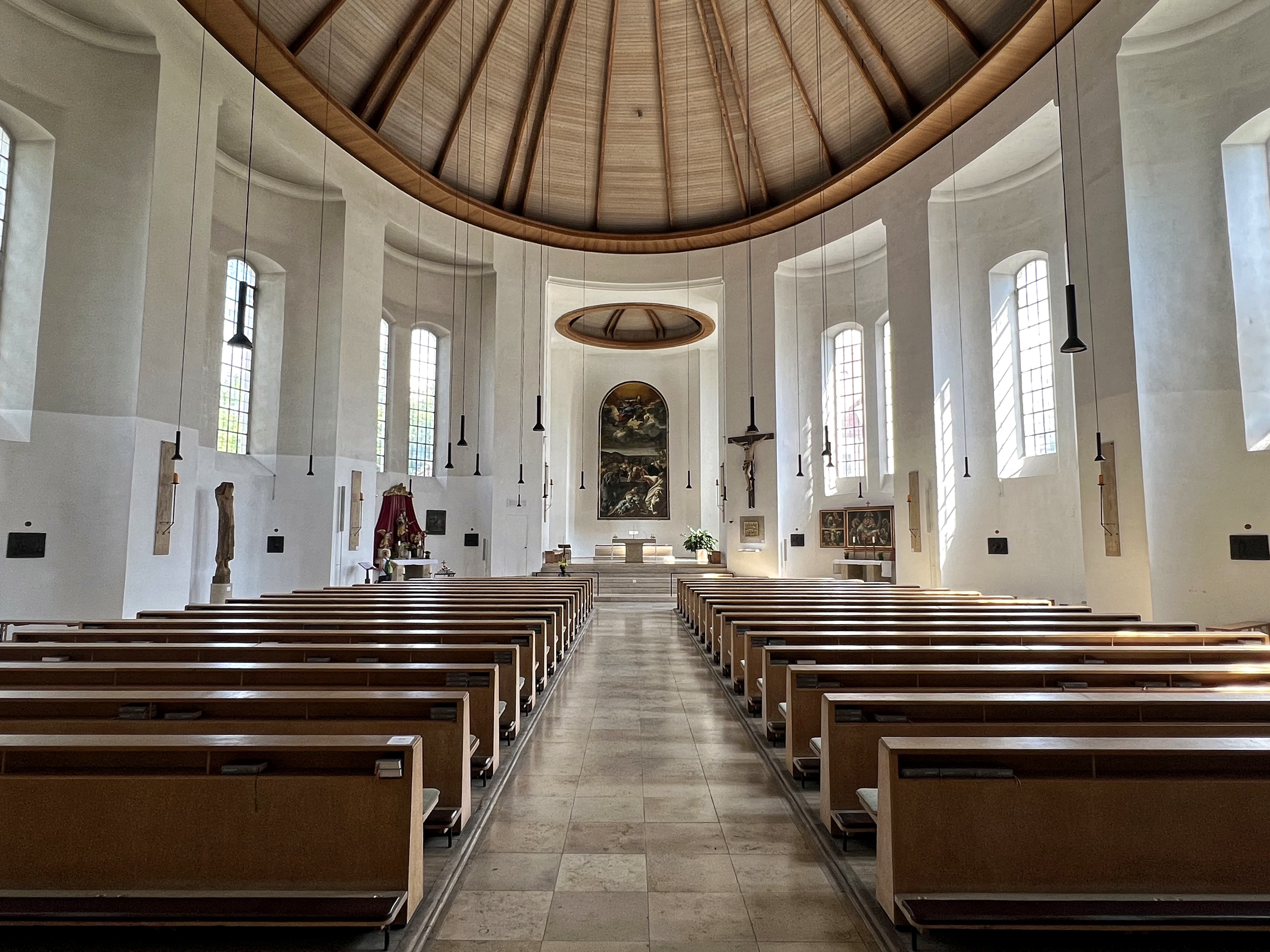
Innenraum von Christkönig

Christkönig ist eine katholische Pfarrkirche im Münchener Stadtteil Neuhausen-Nymphenburg.

## Lage
Die Stadtpfarrkirche Christkönig liegt in Nymphenburg an der Notburga-, Ecke Prinzenstraße wenige Meter vom Schlosskanal entfernt. Die Postadresse des Pfarrbüros direkt am Kirchplatz: Notburgastraße 15, 80639 München.

## Geschichte
Die alte Dorfkirche von Kemnaten, wie Nymphenburg ursprünglich hieß, musste den von Kurfürst Max Emanuel 1701 begonnenen Erweiterungsbauten des Nymphenburger Schlosses weichen. Die im und beim Schloss lebenden Menschen wurden seelsorgerisch zunächst von Kapuzinern, im 19. Jahrhundert von Kuraten betreut (Hofkuratie Nymphenburg). Die Schlosskapelle diente auch der dortigen Bevölkerung als Gotteshaus. Erst als die Stadt München sich um die Wende zum 20. Jahrhundert ausdehnte und die Nymphenburger Bevölkerung stark anwuchs – die Eingemeindung Nymphenburgs nach München erfolgte 1899 – wurde ein Kirchenbauverein gegründet. Nach Verzögerungen durch Krieg und Inflation wurde 1922 die Stadtpfarrei St. Magdalena gegründet und die Kirche schließlich in den Jahren 1928 bis 1930 gebaut. Wie schon länger geplant, wurde 1936 der Name der Pfarrei in Christkönig geändert.
Am 25. Februar 1945 wurde die Kirche durch einen Bombenangriff zerstört. In den Jahren 1947 bis 1950 wurde sie unter Leitung von Sep Ruf wieder aufgebaut und 1977 renoviert.

### Pfarrer von Christkönig
- Wilhelm Lurz (1902–1990), Pfarrer in Christkönig ab 1942[4]
- Josef Maß (1936–2006), Pfarrer in Christkönig (1973–2006)

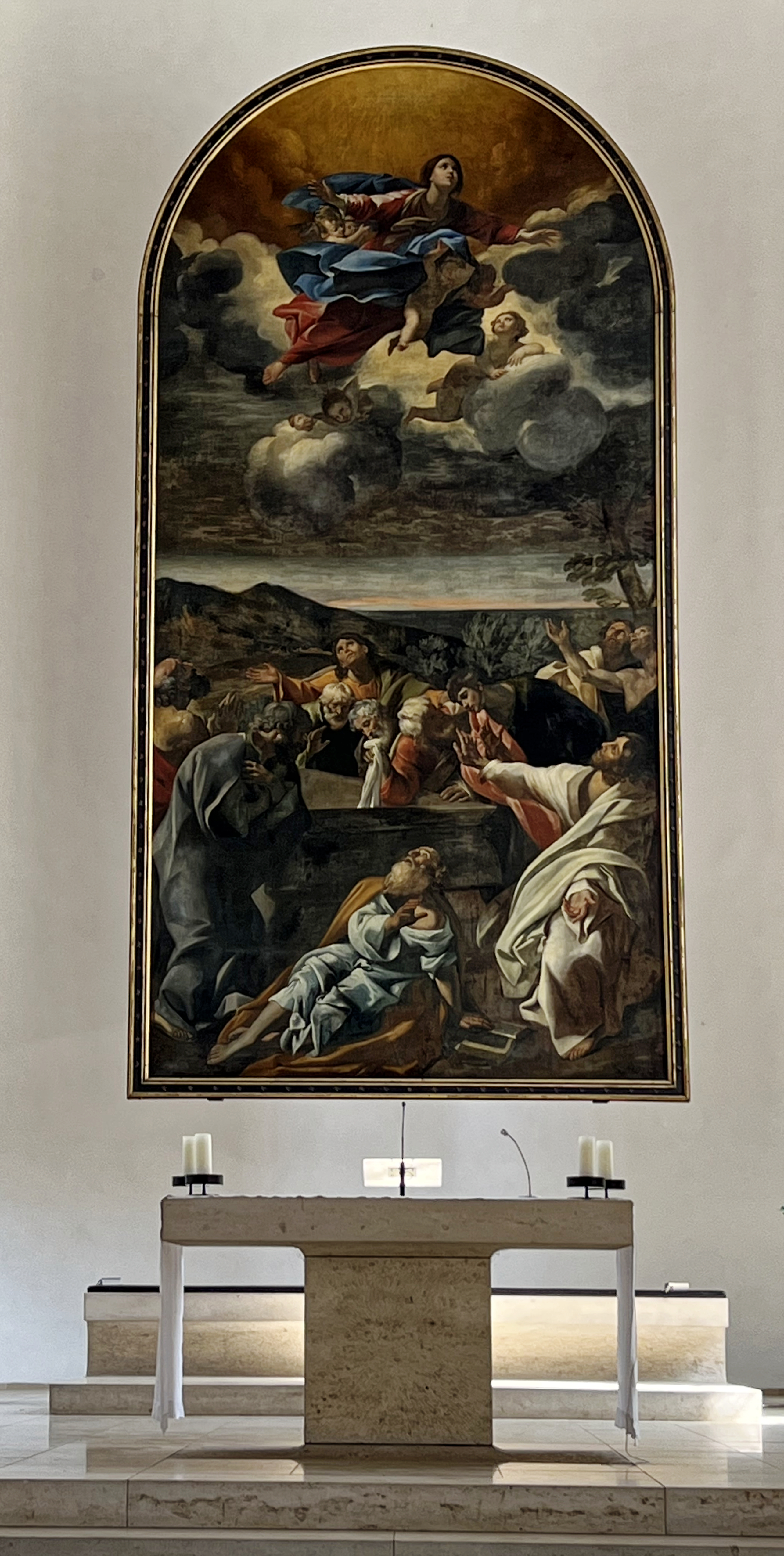
Hauptaltar mit Gemälde von Giovanni Lanfranco

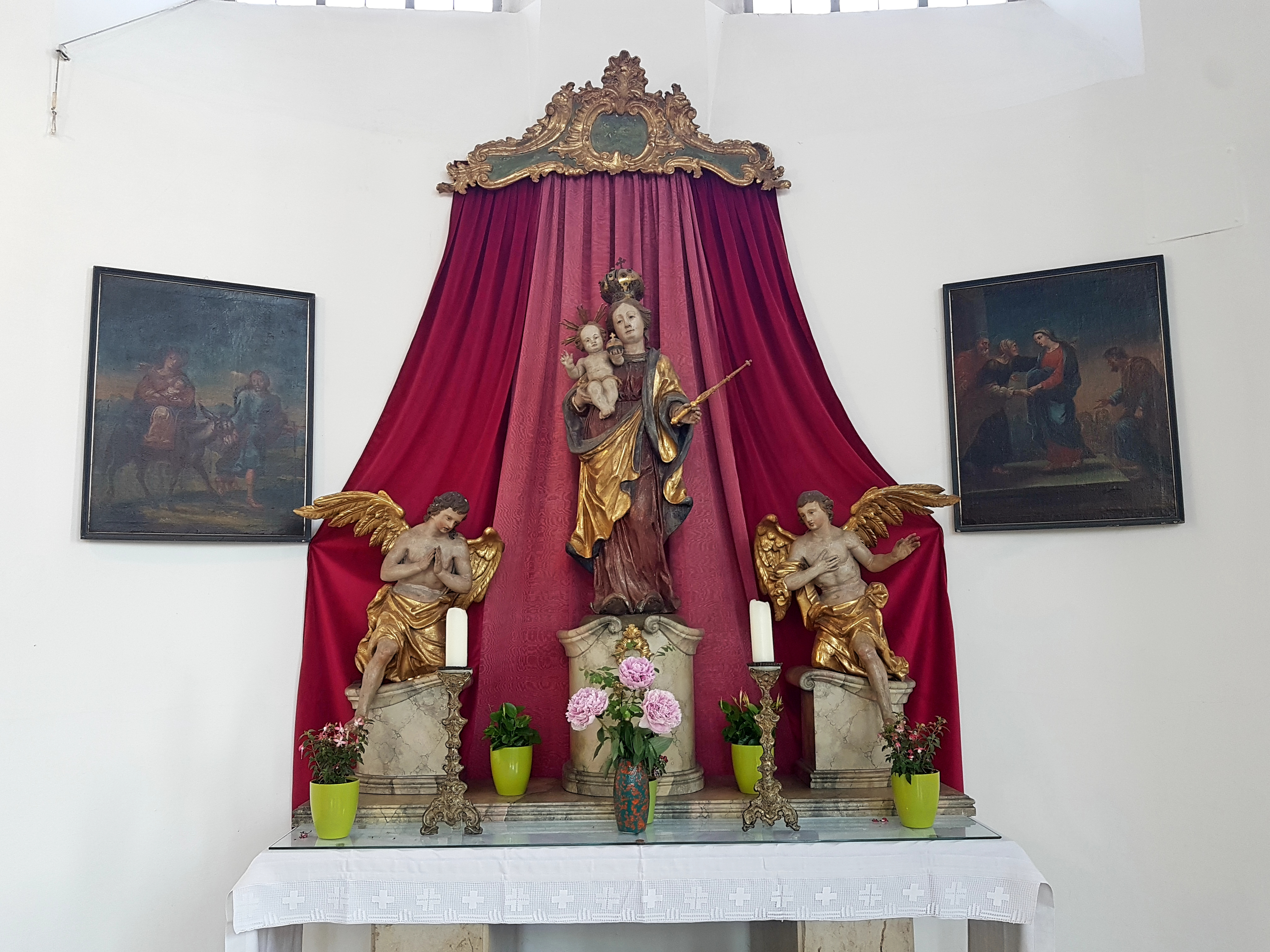
Marienaltar

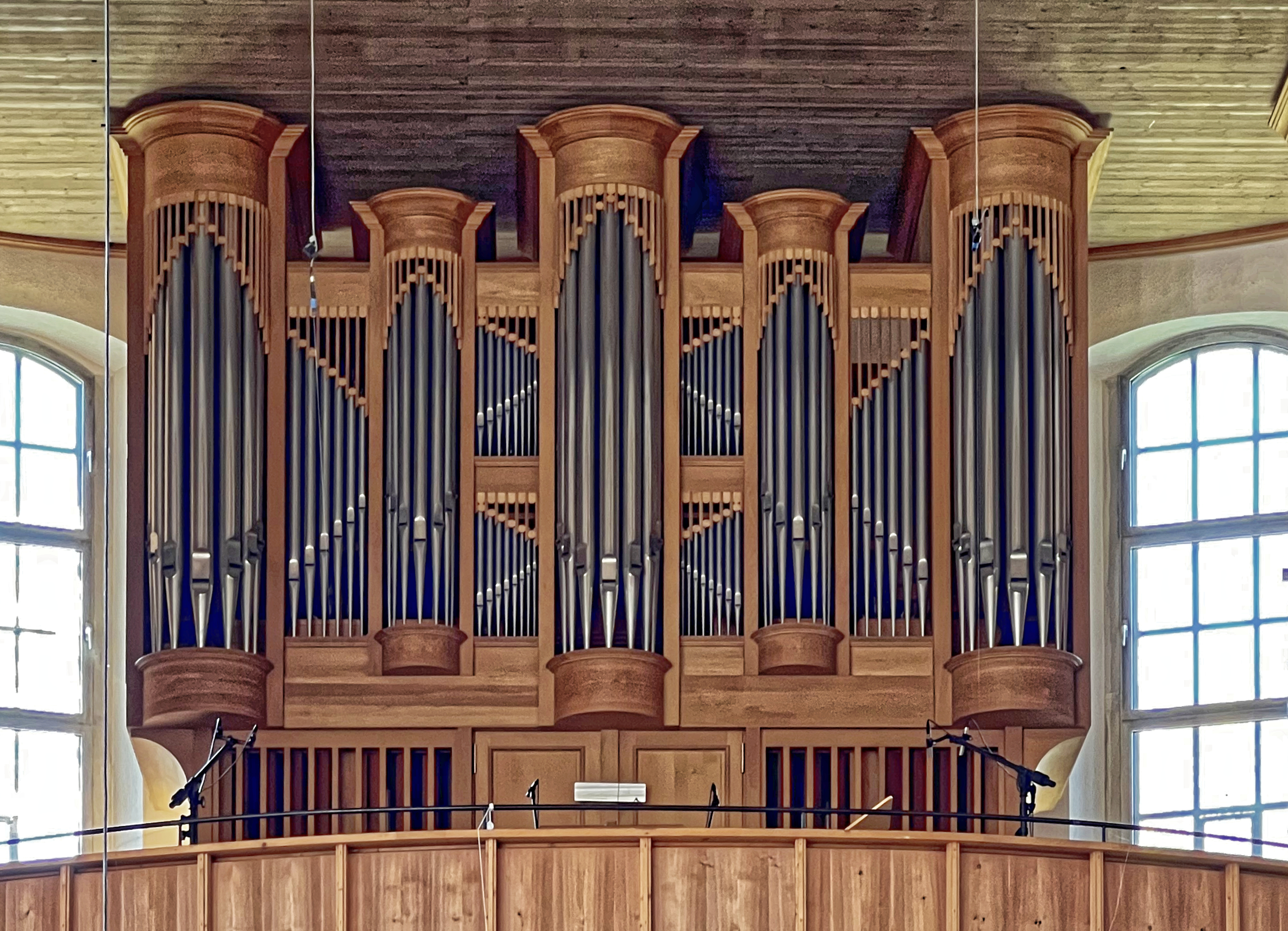
Orgel

## Architektur
Die Kirche wurde nach dem Entwurf des Münchner Stadtbaurats August Blößner errichtet. Er ließ sich bei dem längsovalen Grundriss von Dominikus Zimmermanns Wallfahrtskirche Steinhausen inspirieren, errichtete darauf aber ein schlichtes, klassisch anmutendes Schiff, das von zehn Konchen gegliedert ist, die das durch hohe Fenster einfallende Licht vielfältig brechen und reflektieren. Das Oval wird durch einen angebauten Altarraum verlängert, der durch weitere vier Fenster erhellt wird. Ursprünglich führten 14 Stufen zu dem Altarraum hinauf. Das Kirchenschiff hatte eine flache Kassettendecke. Die Kirche ist von der Straße durch einen Vorplatz abgesetzt. Man betritt sie über einen drei Stufen höher liegenden Portikus mit zwölf Säulen und ein Queroval als Eingangshalle unter der Musikempore. Die beiden 37 m hohen Türme sind an die Außenmauer des Ovals angebaut und stehen dadurch in einem Winkel von 30° zur Mittellinie.
Sep Ruf hielt sich beim Wiederaufbau der Kirche weitgehend an den ursprünglichen Entwurf. Er senkte jedoch den Altarraum ab, der nun über nur noch sieben Stufen zu erreichen ist. Für die Decken des Kirchenschiffs und des Altarraums wählte er durch Holzbinder gegliederte Flachkuppeln, die vom Dachstuhl abgehängt sind. Er erhöhte die Außenfassade über dem Eingang um ein Stockwerk und unterteilte die Türme durch nur noch zwei statt vorher vier Gesimse, was ihnen ein höheres und schlankeres Aussehen gab.
Die Kirche und das rückwärtige Pfarrhaus stehen unter Denkmalschutz.

## Ausstattung
Der Hauptaltar aus Muschelkalk wurde 1977 von Blasius Gerg geschaffen. Im Altarraum hängt die Himmelfahrt Marias von Giovanni Lanfranco, eine Leihgabe der Bayerischen Staatsgemäldesammlungen. Das 1631 gemalte Bild stammte ursprünglich aus der Dominikanerkirche St. Magdalena in Augsburg. Dort war es das Altarblatt des rechten Hauptaltars, des eigentlichen Hochaltars Mariä Himmelfahrt. Gestiftet hatte es die Familie Fugger.
Der Tabernakel von Alois Wörle (1930) hat als einziges Stück den Bombenangriff überstanden. Das große Kreuz über dem Tabernakel (um 1899) stammt aus der ebenfalls zerstörten Waisenhauskirche im benachbarten Neuhausen. Der Marienaltar auf der linken Seite besteht aus einer Madonna mit Kind aus dem frühen 18. Jahrhundert und Begleitengeln (Niederösterreich, 18. Jahrhundert). Den Herz-Jesu-Altar auf der rechten Seite schuf 1944 Peter Glitzinger, die 14 Bronzetafeln des Kreuzweges 1950/51 Hans Wimmer.

## Orgel
Die Orgel hat 44 Register, verteilt auf drei Manuale und Pedal, mit insgesamt 3308 Pfeifen. Sie wurde 1984 von WRK Orgelbau München gebaut und am 17. März 1985 geweiht. Im Jahr 2005 folgte eine Renovierung und Revision (insbesondere der Mixturchöre) durch den Münchner Orgelbau Johannes Führer. Im Chorraum befindet sich noch eine Truhenorgel von Josef Maier aus dem Jahr 1994.  Die Hauptorgel hat folgende Disposition:
| I Hauptwerk C–g3 |        |  |
| Bourdon          | 16′    |  |
| Principal        | 08′    |  |
| Gedeckt          | 08′    |  |
| Octave           | 04′    |  |
| Spitzflöte       | 04′    |  |
| Quinte           | 02 ⁄3′ |  |
| Superoktave      | 02′    |  |
| Cornet V         | 08′    |  |
| Mixtur IV–V      | 02′    |  |
| Cymbel II        | 01⁄2′  |  |
| Trompete         | 08′    |  |

| II Positiv C–g3 |                 |  |
| Rohrflöte       | 08′             |  |
| Quintade        | 08′             |  |
| Principal       | 04′             |  |
| Koppelflöte     | 04′             |  |
| Gemshorn        | 02′             |  |
| Larigot         | 01 ⁄3′          |  |
| Sesquialter II  | 02 ⁄3′ + 1 3⁄5′ |  |
| Mixtur III–IV   | 01 ⁄3′          |  |
| Rohrschalmey    | 8'              |  |
| Tremulant       |                 |  |

| III Schwellwerk C–g3 |         |  |
| Diapason             | 08′     |  |
| Bourdun              | 08′     |  |
| Gamba                | 08′     |  |
| Vox céleste          | 08′     |  |
| Octave               | 04′     |  |
| Flûte octaviante     | 04′     |  |
| Nasat                | 02 ⁄3′  |  |
| Doublette            | 02′     |  |
| Terz                 | 01 3⁄5′ |  |
| Plein jeu III-IV     | 02′     |  |
| Basson               | 16′     |  |
| Trompette harmonique | 08′     |  |
| Hautbois             | 08′     |  |
| Clairon harmonique   | 04′     |  |
| Tremulant            |         |  |

| Pedal C–f1    |        |  |
| Principalbass | 16′    |  |
| Subbass       | 16′    |  |
| Octave        | 08′    |  |
| Gedecktbass   | 08′    |  |
| Octave        | 04′    |  |
| Nachthorn     | 02′    |  |
| Hintersatz IV | 02 ⁄3′ |  |
| Bombarde      | 16′    |  |
| Posaune       | 08′    |  |
| Trompete      | 04′    |  |

- Koppeln: II/I, III/I, III/II, I/P, II/P, III/P
- Spielhilfen: 32fache elektronische Setzeranlage

## Geläut
Im nördlichen Turm hängt das Geläut der Pfarrkirche. Es sind fünf Bronzeglocken, vier in den Jahren 1949 bis 1955 von der Erdinger Glockengießerei Karl Czudnochowsky gegossen und die kleinste aus der Glockengießerei Apolda von 1930, die zusammen als Salve-Regina-Motiv in der Tonfolge H0 – dis1 – fis1 – gis1 – h1 abgestimmt sind.